# Beberibe (corveta)
O Beberibe ou Beberibé foi um navio de guerra que serviu a Armada Imperial Brasileira durante a Guerra do Paraguai. Foi um dos navios que participaram da Batalha Naval do Riachuelo.

## História
A Corveta Mista a Hélice Beberibe foi construída nos estaleiros Green de Blackard em Londres, sendo lançada ao mar no dia 4 de agosto de 1853. Recebeu este nome Beberibe em homenagem a um rio de mesmo nome da província de Pernambuco, além de ter sido o primeiro navio da Marinha Brasileira a ter este nome. Após testes foi incorporada a armada no dia 7 de fevereiro de 1854 tendo seu primeiro comandante o Capitão-Tenente José Segundino Gomensoro, chegando ao Brasil em 21 de abril do mesmo ano. No ano de 1855 o comando fica por conta do Capitão-Tenente José Maria Rodrigues até 1859 período em que ficou estacionado em Pernambuco.
Entre os anos 1861 e 1862 teve como missão auxiliar nos estudos e explorações do oceano, no intuito de verificar a praticabilidade do estabelecimento de uma linha telegráfica que o astrônomo E. Liais propõe para ligar o Brasil à Europa. Este foi a primeira comissão oceanográfica empreendida pela marinha do Brasil, que durou entre 5 de agosto de 1861 a 1 de março de 1862.

### Guerra do Paraguai
Agora sob o comando do Capitão-Tenente Joaquim Bonifácio de Sant'Ana a corveta partiu para Buenos Aires, no dia 30 de abril, integrando uma divisão formada pela Fragata Amazonas (capitânia), pelas Corvetas Jequitinhonha, Belmonte e Parnahyba e pelas Canhoneiras Araguary, Mearim, Ipiranga e Iguatemy comandada pelo Almirante Barroso com o intuito de bloquear o inimigo no rio Paraná definitivamente.
No dia 11 de junho de 1865 ás 9:00 inicia-se a Batalha Naval do Riachuelo. Na primeira fase da luta, a situação favoreceu os paraguaios. Belmonte, o Jequitinhonha e o Parnahyba foram atingidos e ficaram fora ação, tendo o Parnahyba sido invadido pelos inimigos provocando muitas baixas. Até que finalmente o Amazonas veio e conseguiu salvar o restante dos sobreviventes. Nesta batalha o Beberibe teve 24 baixas (5 mortos e 19 feridos).[carece de fontes?]

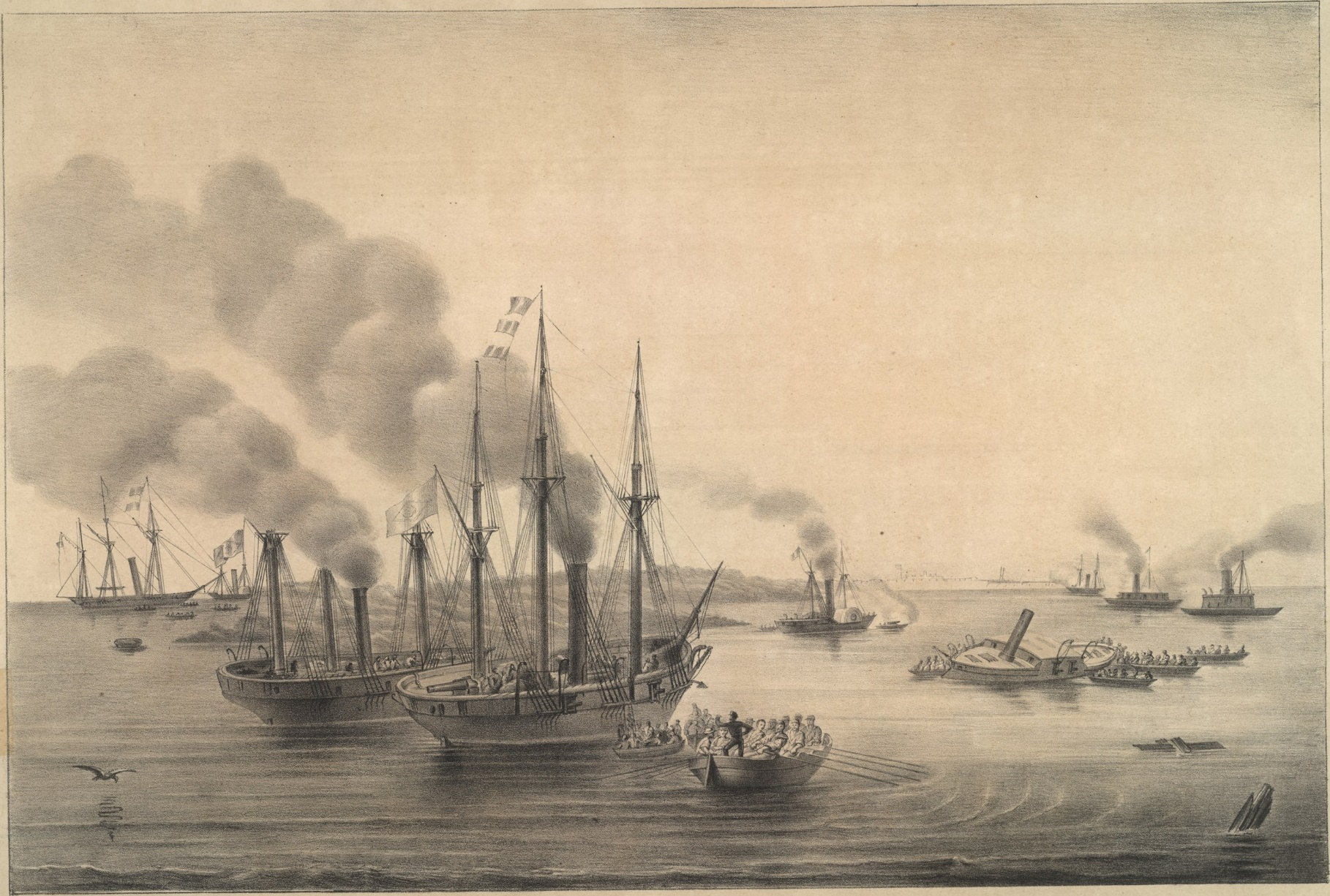
O encouraçado Beberibe (Almirante Tamandaré) durante a Passagem do Curuzu.

A corveta foi comandada durante a batalha pelo capitão-tenente Bonifacio Joaquim de Sant'Anna, também contando entre membros da Armada Imperial com os então primeiros-tenentes João Gonçalves Duarte e Estanisláo Przewodowski, o segundo-tenente Francisco Félix da Fonseca Pereira Pinto e a guarda-marinha de João Gomensoro Wandenkolk e Francisco Eustachiano C. Penha, além do segundo-cirurgião José Caetano da Costa, o comissário de terceira classe Francisco Teixeira de Oliveira, o escrivão de segunda classe Victor Maria de G. Vellozo e o prático Pedro Broches. O Exército era representado pelo major João Baptista de Souza Braga, o tenente Manoel Francisco Imperial e os alferes José Theotonio de Macedo (ajudante), José Marcolino de Andrade (secretário), Clementino José F. Guimarães, Francisco A. Leitão da Silva, Joaquim Castanheda Pimentel e Alexandre de Azeredo Coutinho.
Em 18 de junho a corveta participou da Batalha de Paso de Mercedes, batalha que resultou na morte de seu comandante o CT Joaquim Bonifácio de Sant'Ana. No dia 12 de agosto tomou parte de Batalha de Paso de Cuevas sob o comando do 1º Tenente Fortunato Foster Vidal. Participou das ações na Batalha de Curupaiti como capitânia da 2ª Divisão da Esquadra comandada pelo Chefe-de-Divisão Elisário, em 15 de agosto de 1867.